# Gaudonville
Gaudonville ist eine französische Gemeinde mit 106 Einwohnern (Stand 1. Januar 2022) im Département Gers in der Region Okzitanien (vor 2016: Midi-Pyrénées). Sie gehört zum Arrondissement Condom und zum Kanton Fleurance-Lomagne.
Die Einwohner werden Gaudonvillois und Gaudonvilloises genannt.

## Geographie
Gaudonville liegt circa 40 Kilometer östlich von Condom und circa 34 Kilometer nordöstlich von Auch in der Lomagne in der historischen Provinz Armagnac am nordöstlichen Rand des Départements.
Umgeben wird Gaudonville von den fünf Nachbargemeinden:
|        | Mauroux                                     | Castéron   |
| Avezan | Kompassrose, die auf Nachbargemeinden zeigt | Pessoulens |
|        | Tournecoupe                                 |            |

### Gewässer
Gaudonville liegt im Einzugsgebiet des Flusses Garonne.
Die La Baysole, auch Ruisseau du Bourri genannt, ein Nebenfluss der Gimone, durchquert das Gebiet der Gemeinde. Ebenso wird Gaudonville vom Ruisseau de Laftorgue, einem Nebenfluss der Lavassère, und seinem Nebenfluss, dem Ruisseau des Tujas, bewässert.

## Geschichte
Das Gebiet der heutigen Gemeinde Gaudonville lag im Mittelalter in der Grafschaft Lomagne. Die Kirche und Gaudonville wurden bereits im 11. Jahrhundert erwähnt, aber die Burg wurde erst später angegeben. Das befestigte Dorf wurde im 13. Jahrhundert auf einer Hochfläche gegründet. In dieser Zeit wurden das Tor und der Turm, der es überragte, gebaut. Auch heute noch sind die Wohnhäuser mehrheitlich im Innern eines Rechtecks gruppiert, das durch eine ehemalige Mauer geformt wurde.

### Einwohnerentwicklung
Nach Beginn der Aufzeichnungen stieg die Einwohnerzahl bis zu Beginn des 19. Jahrhunderts auf einen Höchststand von rund 475. In der Folgezeit sank die Größe der Gemeinde bei zwischenzeitlichen Erholungsphasen bis zur ersten Dekade des 21. Jahrhunderts auf ihren tiefsten Stand von rund 100 Einwohnern, bevor sie sich auf einem Niveau von rund 110 Einwohnern stabilisierte.
| Jahr                       | 1962 | 1968 | 1975 | 1982 | 1990 | 1999 | 2006 | 2011 | 2020 |
| Einwohner                  | 160  | 155  | 129  | 132  | 122  | 103  | 102  | 122  | 110  |
| Quellen: Cassini und INSEE |      |      |      |      |      |      |      |      |      |

## Sehenswürdigkeiten

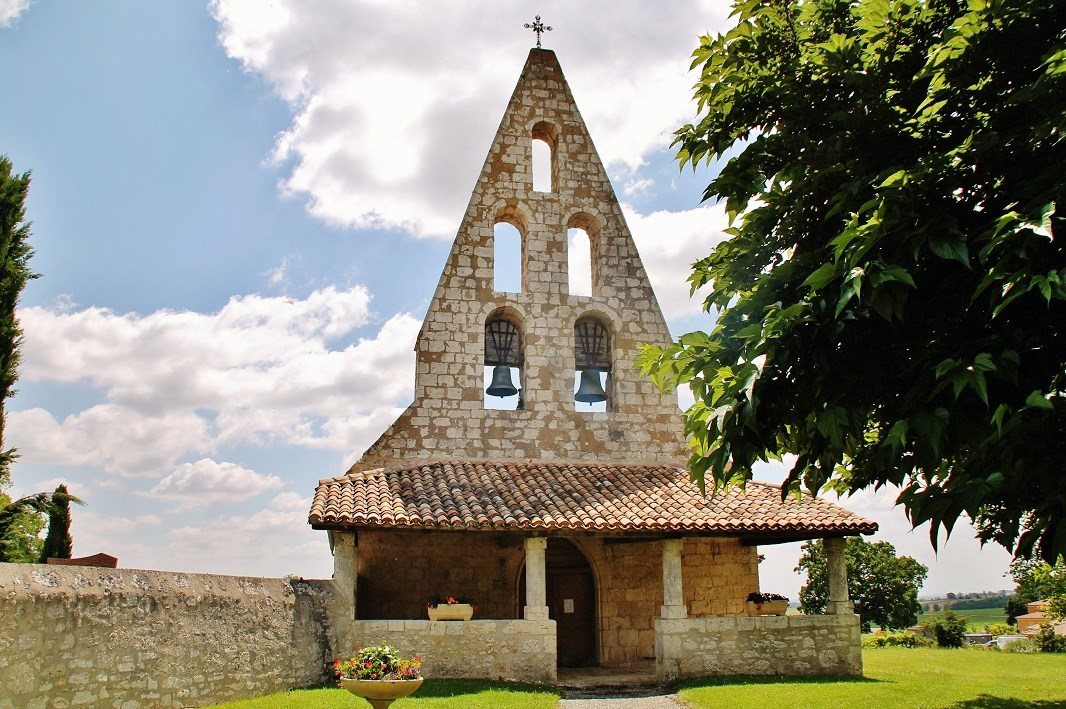
Pfarrkirche Saint-Michel

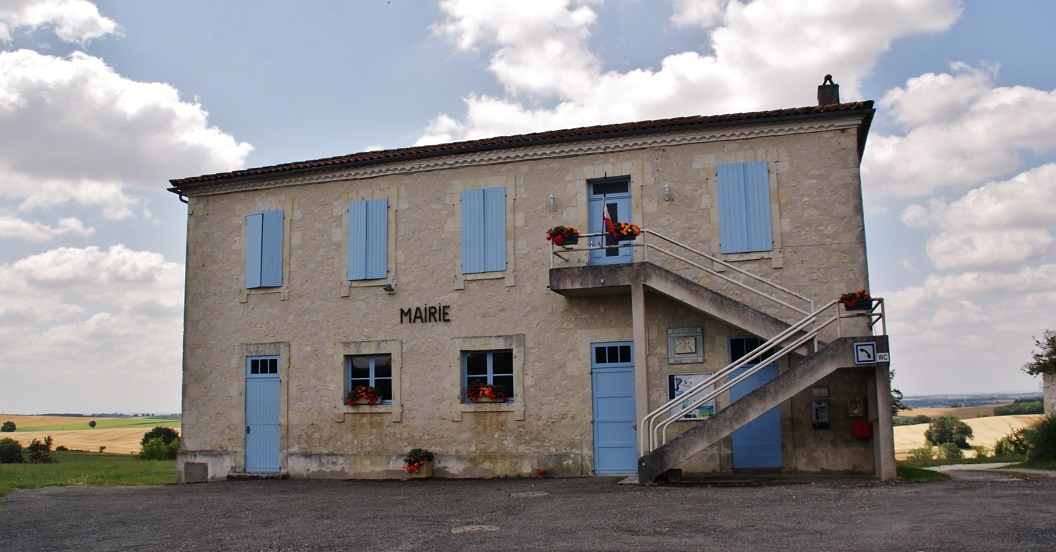
Rathaus (mairie)

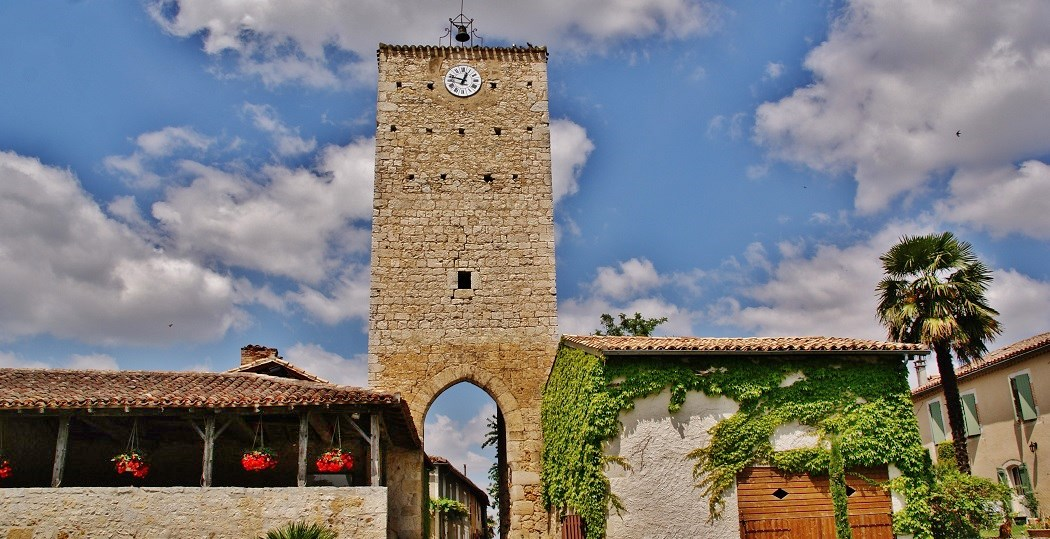
Stadttor

### Pfarrkirche Saint-Michel
Sie wurde im Mittelalter an einem nicht weiter bestimmbaren Datum gebaut. Während der Errichtung des Eingangsportals am Ende des 15. oder zu Beginn des 16. Jahrhunderts wurde die Kirche umgebaut. Sie erfuhr im 19. Jahrhundert neue Änderungen mit der Überholung von bestimmten Wänden und des Dekors im Inneren.
Das Langhaus mit einem Hauptschiff wird durch eine flache Apsis abgeschlossen. Die Westfassade läuft in einen Glockengiebel aus. Ein offener Vorraum schützt das Eingangsportal.

### Kapelle Notre-Dame im Weiler Tudet
Vivian II., Vicomte von Lomagne, ließ zwischen 1137 und 1152 eine kleine Kapelle für eine Marienstatue aus schwarzem Marmor errichten. Der englische König Heinrich II. ersetzte sie wenige Jahre später durch eine größere Kirche, wobei das ursprüngliche Heiligtum erhalten blieb. Während der Hugenottenkriege versuchten protestantische Truppen, die Kirche zu zerstören und warfen die Statue der Jungfrau in den Dorfbrunnen. Die Statue Notre Dame de Tudet wurde von der Bevölkerung während der großen Ereignisse der Geschichte angebetet, unter anderem während der Pestepidemie oder der Fronde (1648–1653), aber auch zum Schutz der Ernte und vor der Hungersnot.
Vermutlich mit Ausnahme des Chors wurde die Kirche in der zweiten Hälfte des 15. oder in der ersten Hälfte des 16. Jahrhunderts neu gebaut. Während der Französischen Revolution wurde die Kirche im Jahre 1793 zerstört. Nur der Glockenturm ist von der Kirche heute noch übrig geblieben. Die Marienstatue wurde beschädigt, nach Gaudonville gebracht und dort von den Revolutionären in das Feuer geworfen. Anschließend rettete Madame Vigaroux aus Gaudonville die Statue und begrub sie im Friedhof.
Eine neue Kapelle aus dem Kalkstein der Lomagne wurde unweit des Glockenturms der zerstörten Kirche im Jahre 1877 errichtet und 1898 zur Kirche umgewandelt.

### Stadttor mit Turm
Die frühere Stadtmauer wurde ab dem 19. Jahrhundert weitgehend abgerissen. Das Stadttor und der Turm, der es überragt, sind noch in der Höhe erhalten, ebenso wie die Position der Gräben, die in der Topographie des Ortes deutlich sichtbar bleiben. Es befindet sich am östlichen Eingang der Hauptstraße im Zentrum von Gaudonville. Der obere Teil des Turms wurde neu gestaltet, was durch die verschiedenen verwendeten Mauerwerke belegt wird.
Der fast quadratische Turm (ungefähr 4,5 Meter × 5,5 Meter) erstreckt sich über vier Ebenen. Der Durchgang des Tores ist spitzbogenförmig. Im ersten Stock ermöglichte eine rundbogenförmige Tür an der Innenseite des Turms den Zugang zu den oberen Ebenen. Sie wurde mit Steinen aus der Bohrung einer Tür auf der Nordseite des Turms auf gleicher Höhe geschlossen, die sie ersetzte. Es wurden keine Schießscharten oder fortschrittliche Verteidigungsanlagen ausgemacht. Der Turm ist mit einem relativ flachen Zeltdach mit niedrigem Überhang bedeckt, das mit Hohlziegeln gedeckt ist. Das Dach wird von einer schmiedeeisernen Struktur überragt, die eine Glocke trägt.

## Wirtschaft und Infrastruktur

### Verkehr
Gaudonville ist über die Routes départementales 167 und 251 erreichbar.

## Persönlichkeiten
- Éric Durnez, geboren am 8. Mai 1959 in Brüssel, gestorben am 6. Juni 2014, war ein belgischer Schriftsteller und Dramaturg. Er lebte seit 1999 in Gaudonville.[9]

- Raymond Daniel George Nart, geboren 1936 in Gaudonville, war ein hoher Mitarbeiter der Direction de la surveillance du territoire.